# Évariste Galois
Évariste Galois (n. 25 octombrie 1811, Bourg-l’Égalité, Seine, Franța – d. 31 mai 1832, Paris, Monarhia din Iulie) a fost un matematician francez, care, deși a trăit numai 20 de ani, a adus contribuții notabile în domeniul algebrei.

## Biografie
A fost dotat cu un talent precoce și a studiat la Paris.
A fost eliminat de la școală din cauza ideilor sale și a fost arestat de două ori și condamnat pe baza unor dovezi false.
Évariste Galois fost un republican radical în timpul domniei regelui Louis-Philippe în Franța și a participat la agitațiile politice ale epocii, la lupta dintre republicani și monarhiști.
A murit înainte de împlinirea vârstei de douăzeci și unu de ani, din cauza rănilor suferite la data de 30 mai 1832, în urma unui duel cu pistoale și a fost înhumat într-un loc rămas necunoscut.
În orașul Sartrouville din Franța există liceul „Evariste Galois”.

## Activitate științifică
Încă din tinerețe a determinat condiția necesară și suficientă pentru ca o ecuație polinomială să fie rezolvabilă prin formule cu radicali, reușind astfel să rezolve o veche problemă a matematicii. A fost primul matematician care a folosit termenul grup ca noțiune matematică de reprezentare a unei mulțimi de permutări.
Lucrarea sa Mémoire sur les conditions de résolubilité des équations par radicaux („Memoriu asupra condițiilor de rezolvabilitate a ecuațiilor prin radicali”), publicată de către Joseph Liouville abia în 1846, la 14 ani după moartea lui Galois, a fost considerată de succesorii săi din acest domeniu al matematicii (în particular de Sophus Lie) ca fiind momentul declanșator din punct de vedere structural și metodologic al matematicilor moderne.
Cu teoria ecuațiilor algebrice a mers mai departe decât Niels Henrik Abel, dând o formă definitivă și generală problemei rezolvării ecuațiilor algebrice, construind o teorie cu totul nouă.
Pentru cercetarea funcțiilor algebrice, în 1830 a creat celebra teorie a grupurilor, numite ulterior grupuri Galois.
A tratat și principiile teoriei grupurilor de substituții și s-a ocupat de reprezentarea liniară a grupurilor.
A stabilit teoria generală a grupurilor care stă la baza teoriei fundamentale a ecuațiilor de grad superior, precum și la baza anumitor probleme din teoria numerelor tratate de Gauss, la baza studiului transformărilor geometrice, la baza analizei matematice și care a dat naștere analizei metrice.
În 1830, Galois realizează un salt în teoria numerelor prin introducerea a ceea ce ulterior vor fi denumite „imaginarele lui Galois”.
În 1831 stabilește condițiile necesare și suficiente pentru ca o ecuație algebrică să fie rezolvabilă prin radicali.
Contribuția lui Galois la rezolvarea ecuațiilor algebrice este importantă nu numai prin constituirea grupurilor, cât mai ales prin aprofundarea raportului care există între ideea de grup și aceea de invariant.
Teoria grupurilor abstracte a fost reluată de: Cauchy, Betti, Cayley, I. A. Serret, Jordan, Sylow, Kronecker, Dedekind și alții, care au contribuit la răspândirea operei lui Galois clarificând anumite raționamente și precizând aplicațiile acestei teorii.
Întreaga disciplină algebrică: grup Galois, câmp Galois, corp Galois este cunoscută sub numele de „teoria lui Galois”.
Biografia sa a fost scrisă de către Leopold Infeld și Dupuy (1896).
De teoria lui Galois s-au ocupat și matematicienii români: Simion Stoilow (1944), Dan Barbilian (1951), Grigore Moisil (1954), Traian Lalescu (1908), M. Benado (1946), Halanay (1947), Vera M. Lebedev și alții.

## Scrieri
- 1897: Oeuvres mathématiques, publicată de Émile Picard la Paris;
- 1831: Sur les conditions de résolubilité des équations par radicaux.

Lucrările lui Galois au fost păstrate de către prietenul său Auguste Chevalier.